# لي إيدلمان
لي إيدلمان (بالإنجليزية: Lee Edelman)‏ هو أكاديمي أمريكي، ولد في 1953.